# Gabon vid världsmästerskapen i friidrott 2022
Gabon tävlade vid världsmästerskapen i friidrott 2022 i Eugene i USA mellan den 15 och 24 juli 2022. Gabon hade en trupp på en idrottare.

## Resultat

### Herrar
Gång- och löpgrenar
| Idrottare         | Gren      | Försöksheat | Försöksheat | Semifinal | Semifinal | Final            | Final            |
| Idrottare         | Gren      | Resultat    | Placering   | Resultat  | Placering | Resultat         | Placering        |
| ----------------- | --------- | ----------- | ----------- | --------- | --------- | ---------------- | ---------------- |
| Guy Maganga Gorra | 200 meter | 20,44 0NR0  | 21 0Q0      | 20,65     | 19        | Gick inte vidare | Gick inte vidare |